# BR-319
Die BR-319 ist eine 889 km lange Fernstraße in Brasilien, die Porto Velho mit Manaus verbindet.

## Allgemeines
Die „Rodovia federal BR-319“ oder offiziell „Rodovia Álvaro Maia“ ist eine der kürzesten Fernstraßen im Flächenstaat Brasilien. Längste ist die BR-101 (4772 km), gefolgt von der Transamazônica (BR-230; 4342 km). Die im Volksmund als „Hölle“ (portugiesisch inverno) bezeichnete Straße wurde als durchschnittlich 11 Meter breite Straße geplant, die einen sicheren verkehrstechnischen Zugang zu den Flusssystemen von Rio Purus und Rio Madeira schaffen sollte. Die ab Humaitá weitgehend schnurgerade und in Nordost-Südwest-Richtung diagonal verlaufende Straße (portugiesisch Rodovia Diagonais) hat lediglich einen Höhenunterschied zwischen 30 und 50 Metern zu überwinden, teilweise liegt sie unter dem Meeresspiegel. Haupthindernisse sind die Flüsse, über die etwa 160 Holzbrücken führen. Die BR-319 erreicht ein Einzugsgebiet von etwa 553 Mio. km², wo lediglich 1,3 Millionen – meist indigene – Einwohner leben. Sie berührt 63 indigene Wohngebiete und fünf indigene Wohngemeinschaften der Mura, Munduruku, Apurinã, Paumarí und Parintintin.
Neben dem Güterkraftverkehr sind auch Linienbusse des Fernverkehrs auf der Straße unterwegs. Im Januar 2021 transportierten zwei Konvois 160.000 m³ medizinischen Sauerstoff über die BR-319 von Porto Velho nach Manaus. Die Konvois starteten am 20. Januar bzw. am 21. Januar und erreichten Manaus nach vier Tagen am Mittag des 24. Januar. Ursprünglich war eine Fahrzeit von 36 Stunden geplant.

## Geschichte
Das Straßenbauprojekt wurde am 10. März 1968 unter Präsident Artur da Costa e Silva öffentlich ausgeschrieben, der Baukonzern Andrade Gutierrez erhielt im April 1968 den Bauauftrag von der brasilianischen Militärregierung und begann im Juli 1968 mit den Bauarbeiten, noch bevor die Machbarkeitsstudie vorlag. Nach einer Bauzeit von 8 Jahren war die Straße im Dezember 1975 fertiggestellt. Die lange Bauzeit zeigt, dass der Bau der BR-319 eines der schwierigsten Straßenbauprojekte in Brasilien war. Die Eröffnung der nur teilweise asphaltierten Straße erfolgte am 27. März 1976.
Der Straßenzustand verschlechterte sich durch die harten tropischen Bedingungen in Form der Erosion (Temperaturen von dauerhaft über +30 °C, hohe Luftfeuchtigkeit von über 80 %) und fehlender Instandhaltung. Die Regierung begann 1985, den Asphalt zu zerstören und Teile der Straße zu sprengen. Nach 1986 wurde die ohnehin kaum genutzte Straße unpassierbar. 1996 gab Präsident Fernando Henrique Cardoso die Rekonstruktion der Straße bekannt. Erst 2005 entschloss sich die Regierung zur kompletten Asphaltierung. Ab 2006 begann Embratel mit der Verlegung von 935 km langen Glasfaserkabeln entlang der Piste, gleichzeitig wurden im Abstand von 40 km Funktürme als Redundanz errichtet.
Da der mittlere, unasphaltierte Abschnitt von 406 km der BR-319 östlich eines seit Mai 2008 bestehenden Naturschutzgebiets (Nationalpark Nascentes do Lago Jari) liegt, ist für den Straßenbau eine Umweltlizenz erforderlich, die von der brasilianischen Naturschutzbehörde Ibama erteilt werden muss. Im April 2016 lizenzierte Ibama Straßenreparaturen im mittleren Sektor für ein Jahr. Im Jahr 2019 entschied ein Bundesstaatsgericht, dass das Baulos C erst nach Abschluss einer Studie und Zulassung realisiert werden darf. Seitdem gibt es im mittleren Abschnitt einen Baustopp, der zwischen Behörden und Gerichten umstritten ist.

## Verlauf

Umweltschutzgebiete im Flusssystem Rio Purus/Rio Madeira mit der dazwischen führenden BR-319

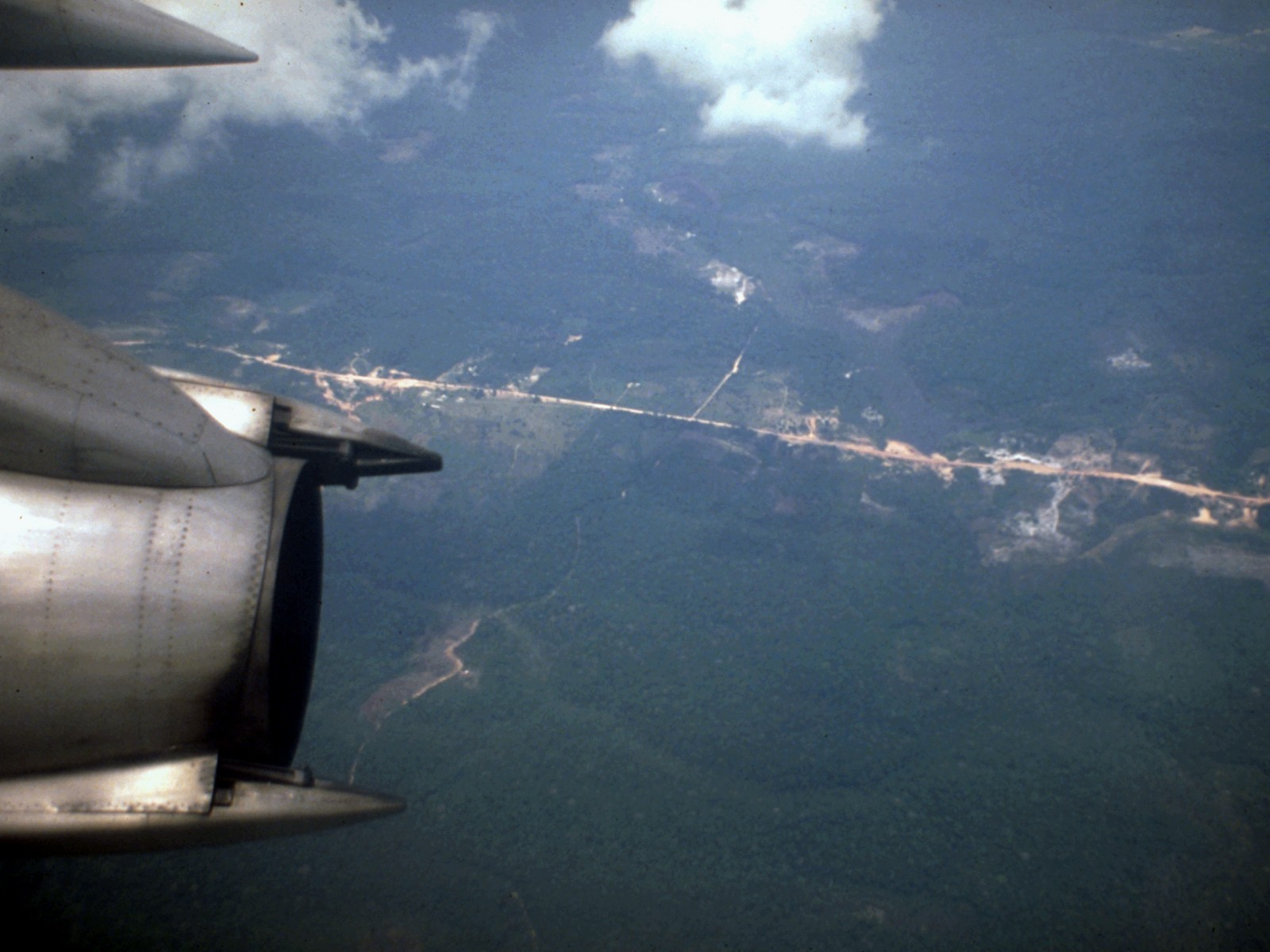
BR-319 in der Nähe der BR-230 (Transamazonica) auf dem Flug von Porto Velho nach Manaus (1979). Die sich in den Regenwald ausbreitenden Grundstücke sind bereits zu erkennen.

### Übersicht
| Ortschaft            | Bundesstaat       | Entfernung (in km) |
| -------------------- | ----------------- | ------------------ |
| Porto Velho          | Rondônia          | 0                  |
| Grenze von Amazonien | Rondônia Amazonas | 24                 |
| Humaitá              | Amazonas          | 181                |
| Base Coronado        | Amazonas          | 14                 |
| Hevealândia          | Amazonas          | 319                |
| Careiro da Várzea    | Amazonas          | 326                |
| Manaus               | Amazonas          | 25                 |
| BR-319               | gesamt            | 889                |

Die Entfernungsangaben der BR-319 schwanken in der Fachliteratur sehr stark, sie reichen von 857 km über 885 km bis 900 km.

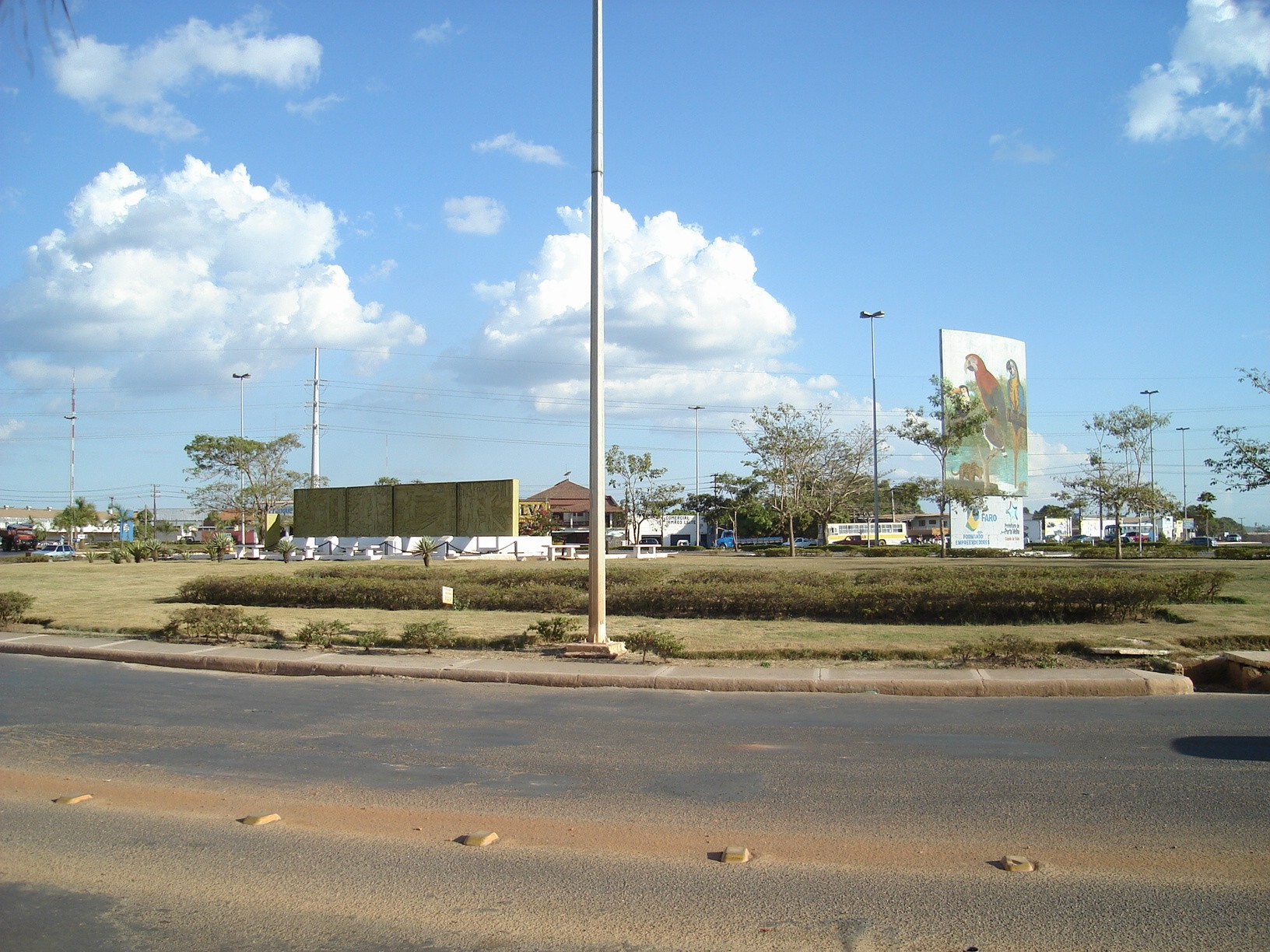
Porto Velho, Verbindung der BR-319 mit der BR-364 (Juli 2006)
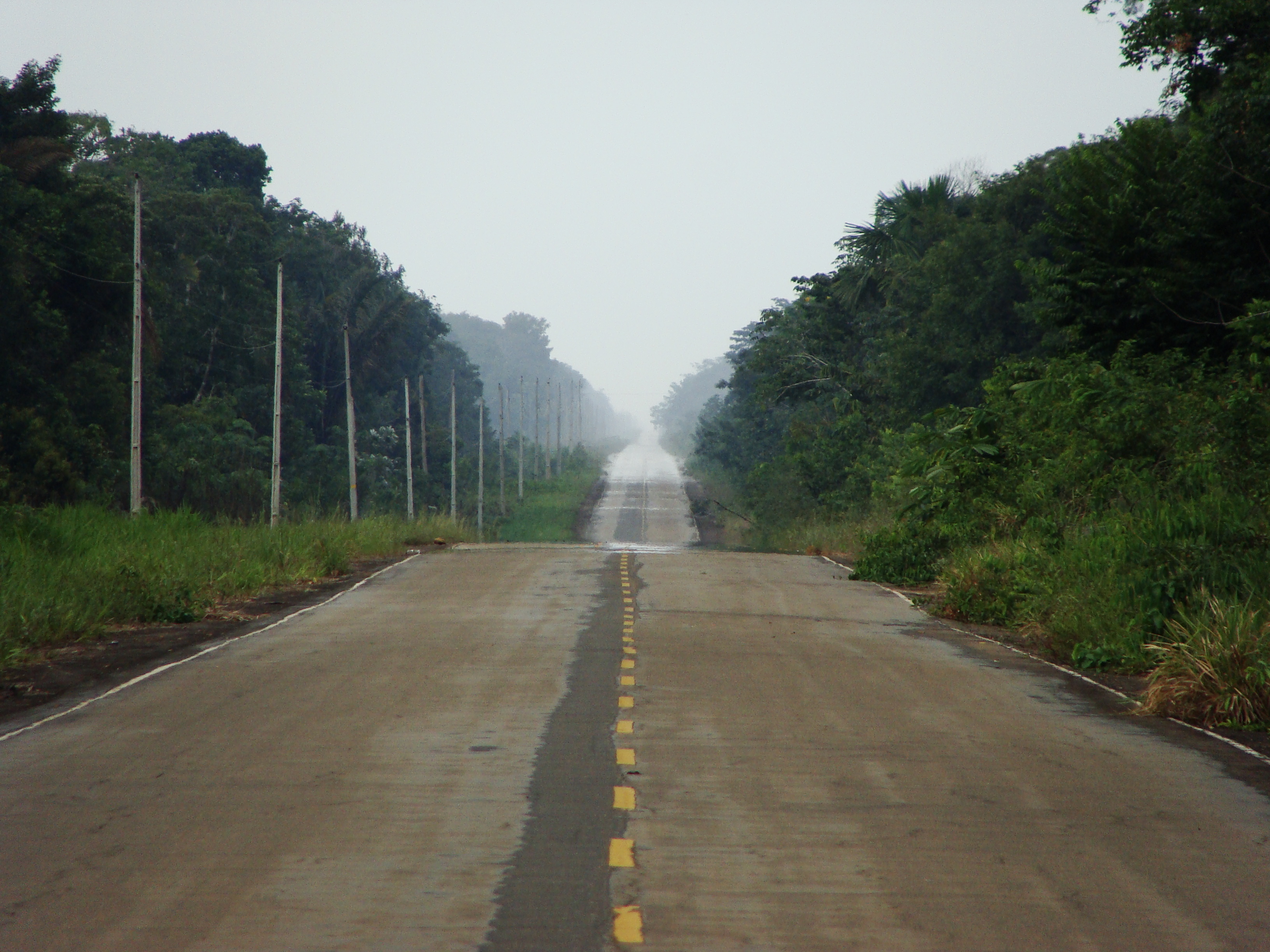
Asphaltiertes Teilstück (Oktober 2009)
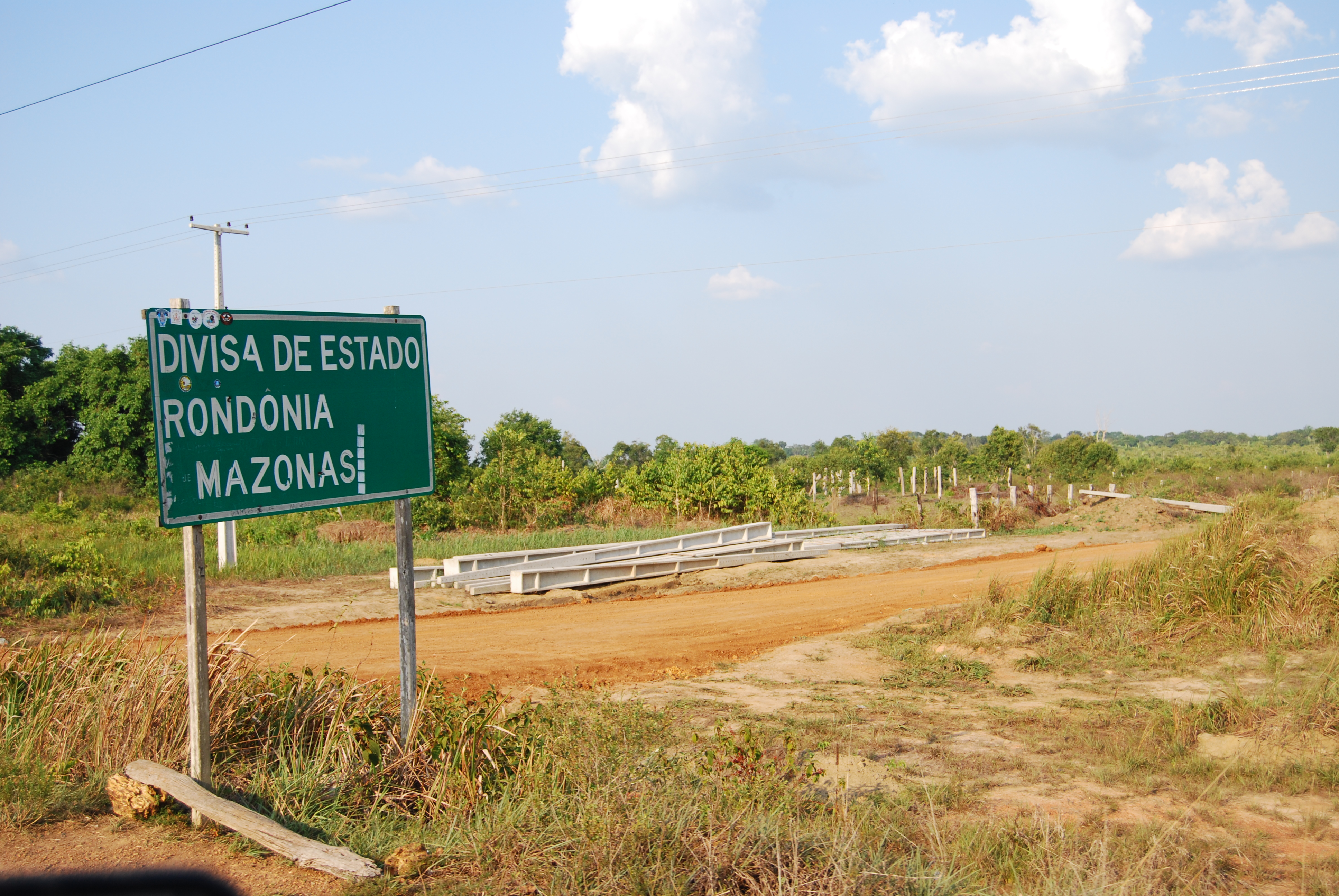
Grenze zwischen Rondônia und Amazonas (Oktober 2009)
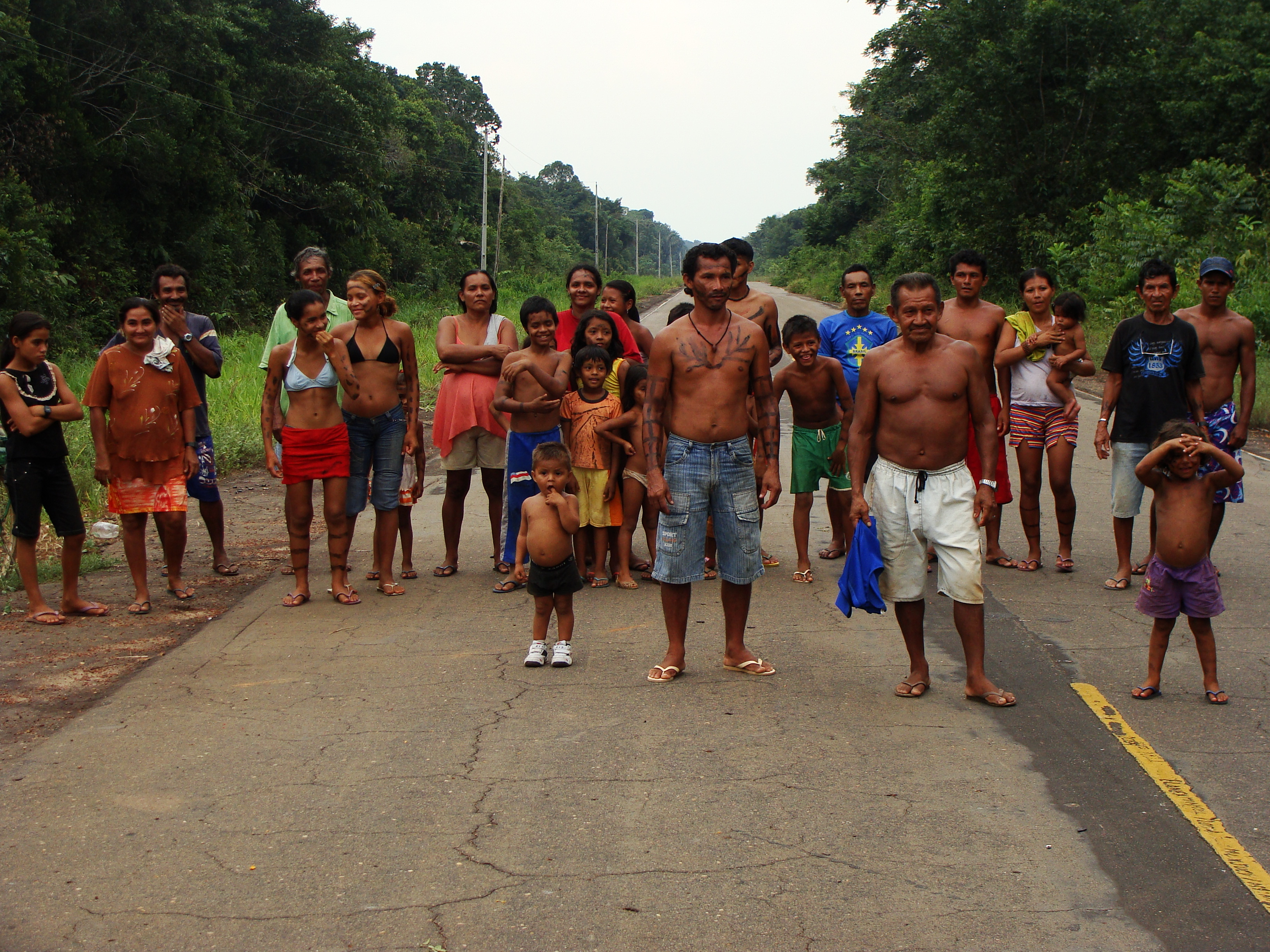
Indigene auf der Straße (Oktober 2009)
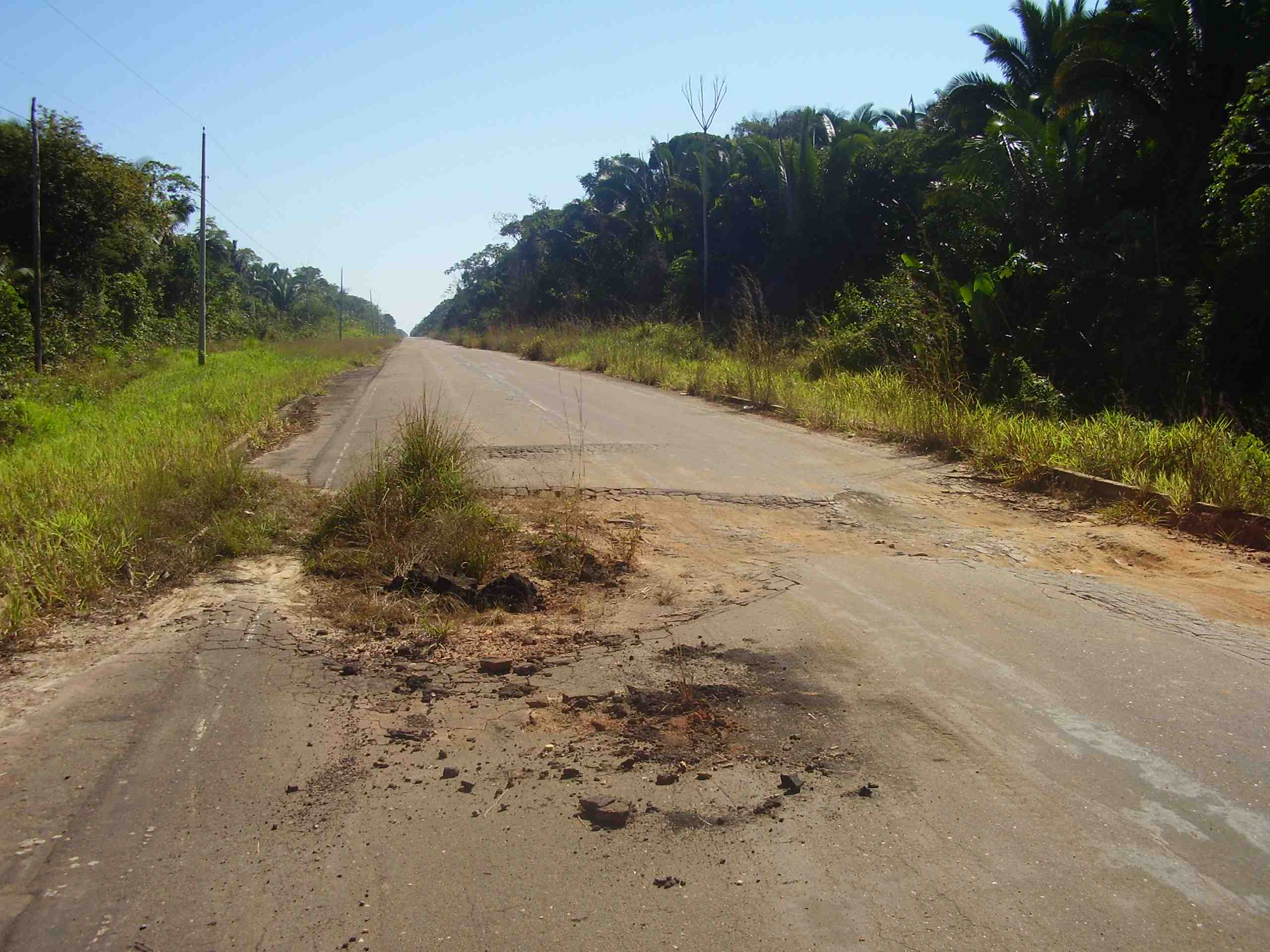
Schlaglöcher (Juli 2011)
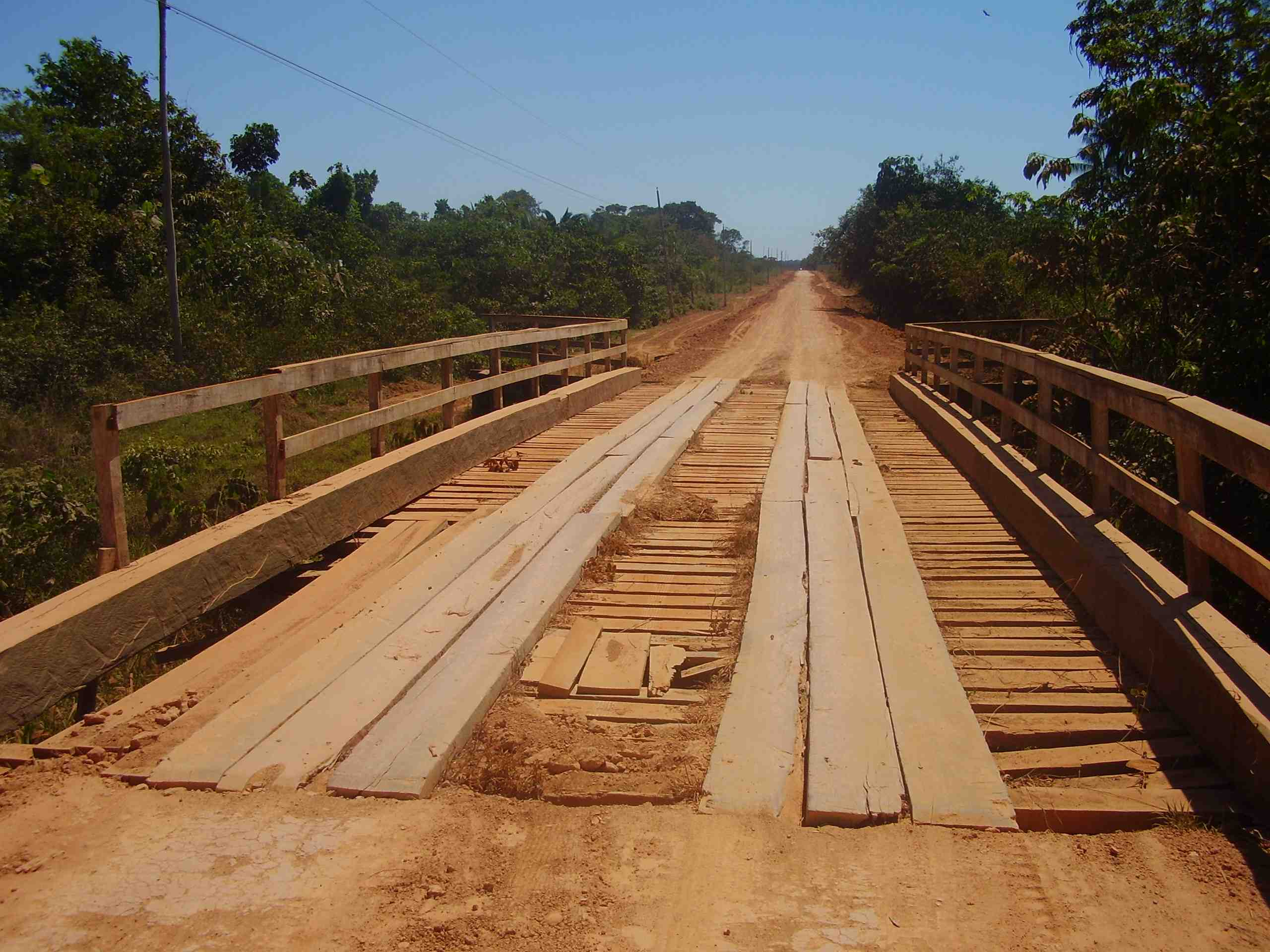
Holzbrücke (Oktober 2009)
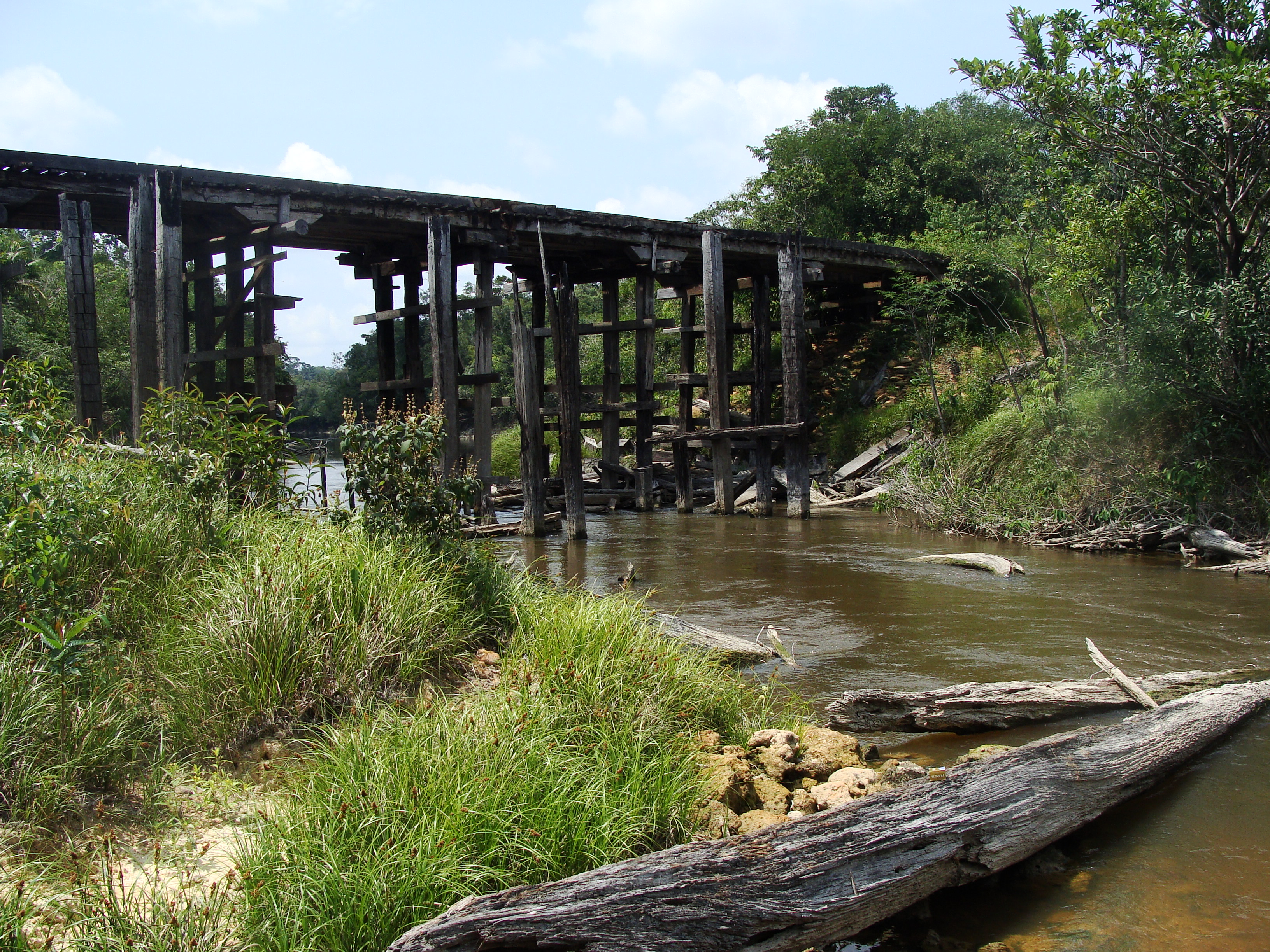
Brückengestell von unten

### Einzelheiten

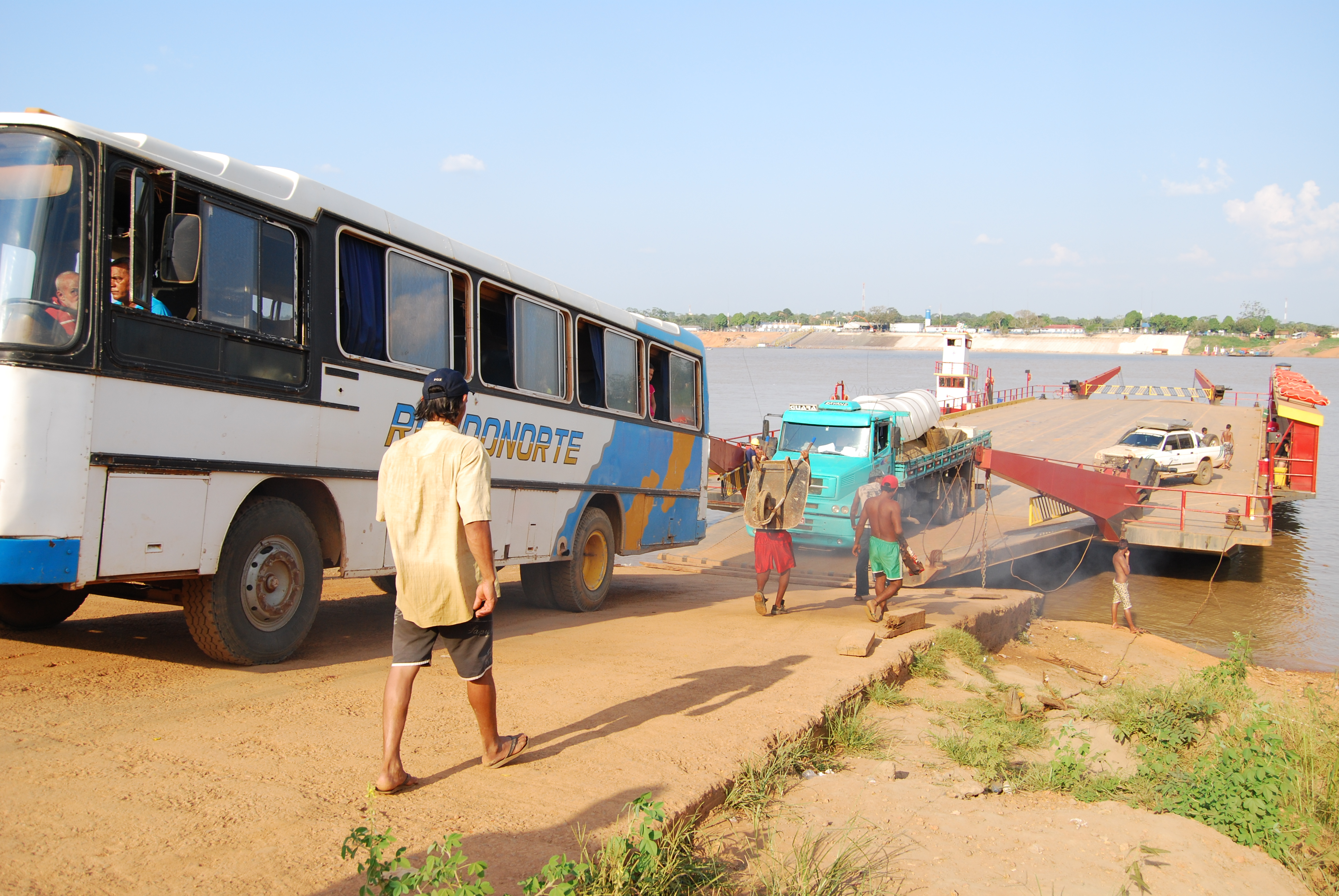
Fähre (Oktober 2009)

Die BR-319 führt ab Porto Velho – wo Anschluss an die BR-364 besteht – (Bundesstaat Rondônia) in Nord-Richtung durch tropische Regionen. Sie beginnt in Stadtzentrum und verläuft über die am 15. September 2014 eingeweihte Stahlbeton-Brücke Ponte Rondon-Roosevelt, die den Rio Madeira überspannt. Für die nächsten 205 km ist die BR-319 bis Humaitá vollständig asphaltiert, wenngleich erhebliche Straßenschäden durch Schlaglöcher üblich sind. An km 24,5 wird die Grenze zum Bundesstaat Amazonas überquert. Nach Humaitá ist sie identisch mit der Transamazônica und führt kurz in Richtung Westen, danach folgt ein Abzweig wieder als BR-319 in Richtung Nordosten. Der nun beginnende mittlere Abschnitt durchquert in Form einer – insbesondere zur Regen- und Übergangszeit – schwer befahrbaren, wasserdurchtränkten Schotterpiste aus Vertisol (englisch black cotton soil) für 406 km den im Juni 2006 gegründeten Nationalpark Parque Nacional dos Campos Amazônicos und endet am Südufer des Amazonas offiziell nahe Careiro da Várzea in Porto do Careiro. Eine Fähre stellt am Ponto do Careiro Castanho die letzte Etappe nach Manaus her und überquert den Amazonas und den hier zufließenden Rio Negro. In Manaus wird die „Avenida Ministro Mario Andreazza“ als BR-319 weitergeführt.

## Weiterer Ausbau
Die brasilianische Regierung erwartet von der Ibama eine Genehmigung für den Wiederaufbau der BR-319 und den Beginn der Arbeiten während der laufenden Amtszeit im ersten Halbjahr 2022; der Wiederaufbau würde etwa fünf Jahre dauern.